# 1694 Kaiser
Kaiser (asteróide 1694) é um asteróide da cintura principal, a 1,7745347 UA. Possui uma excentricidade de 0,2589139 e um período orbital de 1 353,38 dias (3,71 anos).
Kaiser tem uma velocidade orbital média de 19,2479651 km/s e uma inclinação de 11,1097º.
Esse asteróide foi descoberto em 29 de Setembro de 1934 por Hendrik van Gent.